# 島原外港インターチェンジ
島原外港インターチェンジ（しまばらがいこうインターチェンジ）は、長崎県島原市にある島原道路のインターチェンジである。なお、島原南IC-島原IC間は、島原中央道路に指定されている。

## 道路
- 島原道路

## 接続する道路
- 島原市道親和町・湊広場線

## 歴史
- 1997年4月 : 島原南IC-島原IC間 都市計画決定
- 2001年4月 : 島原南IC-島原IC間 事業化
- 2007年3月 : 島原南IC-島原IC間 着工開始
- 2012年10月8日 : 島原南IC-島原IC (4.5km)間開通に伴い供用開始

## 隣
島原道路
島原南IC - 島原外港IC - 島原IC